# Paola Cardullo
Paola Cardullo (Omegna, 18 de março de 1982) é uma jogadora de voleibol italiana. Joga na posição de líder, e conquistou com sua seleção nacional os títulos do Campeonato Mundial em 2002 e da Copa do Mundo e Campeonato Europeu, ambos em 2007.
Após a estréia na Série B com o Omegna, em 1999-2000 entrou na série A2 com o Agil Trecate. Em 2000-2001 ganhou o acesso para a série A1 na conquista do Campeonato Italiano série A2.